# 陳湛文
陳湛文（英語：Peter Chan Charm Man，1982年10月24日—），香港舞台劇及電影演員，2012年香港演藝學院戲劇學院畢業，主修表演。他於2018年首次參與電影拍攝，主演陳果執導電影《三夫》，獲提名「第十三屆亞洲電影大獎」及「第38屆香港電影金像獎」最佳新演員。

## 背景

### 早年生活
陳湛文早年在新界沙田區顯徑邨成長，家有1兄1姊，父親是一名保險從業員。陳湛文小時候時常到青龍水上樂園遊玩和到顯徑游泳池游泳。又會與同學一起踏單車。求學時期就讀香港中文大學校友會聯會張煊昌學校及梁文燕紀念中學（沙田）。因為沉迷觀看電視劇集以致讀書成績差，他的父親曾找來鎖匠為家中的電視櫃櫃門上鎖。而他沉迷其中的因由起自他不曉做家課作業，注意力都轉到娛樂方面。另外，陳湛文入讀小學上午校。課餘時候還會把時間用於籃球運動上，亦會玩電子遊戲機。雖然他本人不抗拒唱歌，但其害羞的性格令他不敢在家人面前或在公開場合獻唱，生怕被人評價歌藝。
1999年，陳湛文在香港中學會考中的表現強差人意，只取得個位分數成績。如是他在父親建議下前往香港專業教育學院觀塘分校報讀2年制保險業高級文憑學位，以便畢業之後可以投身保險界職場。在2002年畢業之前，陳湛文獲一間再保險公司聘用，負責輸入保險單的數據資訊而毋須親自聯絡客人。前後一共在該公司任職了5年。當年他的學歷水平不夠高，公司於是通過政府資助中小企業的保就業計劃，以6000元薪酬聘用陳湛文為資料輸入員。
入職期間，陳湛文同時善用公餘時間完成餘下尚未修畢的高級文憑課程。然後緊接地進修香港理工大學金融服務工商管理學士學位，藉此希望追趕兄姊的學歷水平。但以早上上班，晚上上課的方式令他覺得疲累。加上大學課程內容深奧，促使他選擇休學。他同期又被舞台劇演員陳淑儀於《撞板風流》和《年年有今日》兩齣劇目中的演技吸引，因此報讀了香港演藝學院一個由陳氏授課的校外基礎演戲課程。陳湛文之所以選讀戲劇的另一個原因出於有意透過自我增值來豐富自己跟同學評論電影話題時的內容深度。後來他在探索演戲興趣的過程中開始參與不同業餘劇社，屬招募性質的演出。不過他此前未曾參加過任何戲劇活動。當他從陳淑儀主理的戲劇課中頗有得著後，他繼而到上環分別向火火、周家輝以及導演李國輝學藝。與此同時也涉獵裝置藝術。

### 演藝事業
及後陳湛文眼見自己即將踏入25歲，會超過演藝學院的收生年齡上限。而且曾向火火、林澤群等導師學習了基本的戲劇知識，他遂前去演藝學院深造表演藝術。其時他獲錄取為新生，先修讀2年制戲劇文憑，再攻讀3年制學士學位（2012年畢業，在學期間曾獲多個校內獎學金，包括鍾景輝萬寶龍藝術大獎獎學金、迪士尼奬學金、莊培德博士之優秀表演奬、匯豐銀行慈善基金─香港與內地學生交流獎學金等。）。日間為賺取生活費用，他仍在那一間位於金鐘統一中心的再保險公司工作。陳湛文最初抱持嘗試心態上學，直至進入第3個學年，即升讀學士那年，他決心邁向演藝界發展。
陳湛文畢業不久一直都遊走於中小型劇團之間，2014年曾經隨陳曙曦跟其工作坊的學員一同現身愛丁堡藝術節、民間藝術節一類推廣活動。其後陳湛文發覺當刻的生活模式不斷重複。不穩定的收入來源主要來自劇場演出或學校巡迴表演。這一度使他萌生強烈的轉行念頭。為此，他於2016至2017年左右考取了保險經紀執照。而後因於2017年憑普劇場出品的《少年十五二十時》獲頒「第二十六屆香港舞台劇奬」最佳男配角奬（喜劇／鬧劇），並獲提名「第八屆香港小劇場獎」優秀男演員，他重拾信心再作嘗試，不過要當保險經紀來維持生計。那時候他主力承接父親以往跟進的一般保險項目保單。
2018年，陳湛文憑香港話劇團《迂迴曲》獲提名「第十屆香港小劇場獎」最佳男主角。在此之前，他於2016年至2017年間參演一些鮮浪潮短片，如於「第十一屆鮮浪潮國際短片節」及「第二十三屆ifva比賽（公開組）」得奬短片《螻蟻》擔任主演及聯合編劇。有關契機來自其昔日演藝學院同窗接到拍攝鮮浪潮作品的工作，對方邀請他參與拍攝。此外，適逢導演陳果開拍《三夫》時需要新晉演員面孔，基於其同窗是陳果徒弟的關係，陳湛文獲推薦接拍《三夫》。自此，陳湛文踏進香港電影圈，兼且讓觀眾認識他。他於2019年更憑《三夫》獲提名「第十三屆亞洲電影大獎」及「第38屆香港電影金像獎」最佳新演員，該片亦入圍「第三十一屆東京國際電影節」主競賽單元並角逐金麒麟獎。

到了2021年，鄭保瑞看過《中佬唔易做》後覺得陳湛文的長相普通，所以邀請他參演《命案》。該齣片目是陳湛文涉足影圈以來拍攝的第二部電影作品。而此階段的他曾物色經理人為他接洽工作，惟未能成事。另一方面，圈中幕後製作人知道他這位演員的存在，卻由於沒有正式渠道可以直接向他提出工作邀約，以致他未能連續接下新的片約。為謀求生計，陳湛文夥拍宋雯一起到香港海洋公園工作。他任職表演監督，大半年間負責監督場內吉祥物的維修、員工出場提點、編排更表等事宜。礙於遇上2019年新冠疫情，他被迫停工，並於2021年被陳詠燊相中接拍《飯戲攻心》（陳湛文在一次偶然機會下認識演藝學院師兄兼校友會主席陳詠燊）。
除此之外，陳湛文亦積極參與其他藝術範疇的創作崗位，包括於2014年「第三屆香港藝穗民化節」節目《蘭陵王‧高長恭》擔任聯合編劇、聯合導演及演員；2015年於香港舞蹈聯盟主辦之「編舞‧新系列」─《神氣/精》擔任舞蹈員。

## 個人生活
陳湛文與同為香港演藝學院畢業的妻子宋雯於2019年結婚，2021年9月誕下一女Nina。

## 演出作品

### 電影
| 年 份  | 電影名                 | 角色          |
| 2019年 | 《三夫》               | 四眼          |
| 2021年 | 《鬼同你住》           | 地產經紀      |
| 2022年 | 《猛鬼3寶》            | 保安員        |
| 2022年 | 《失衡凶間》           | 詠春教練吉仔  |
| 2022年 | 《飯戲攻心》           | 陳熹          |
| 2023年 | 《12日》               | 賀正豪之表哥  |
| 2023年 | 《命案》               | 物理治療師    |
| 2023年 | 《失衡凶間之惡念之最》 | 亞譚          |
| 2023年 | 《全個世界都有電話》   | Raymond       |
| 2023年 | 《白日之下》           | 琛哥          |
| 2023年 | 《年少日記》           | 鋼琴老師Simon |
| 2024年 | 《飯戲攻心2》          | 陳熹          |
| 2024年 | 《望月》               | 廖逸風        |
| 2025年 | 《臨時決鬥》           | 吳丹尼爾      |
| 2025年 | 《麻雀女王追男仔》     | 吳夠訓        |

### 電影（配音）
| 年 份  | 電影名                                                       | 角色     |
| 2023年 | 《新次元！蠟筆小新大電影：超能力大決戰～飛吧飛吧手捲壽司～》 | 非理谷充 |

### 電視劇（ViuTV/Viu）
| 年 份  | 劇 名                            | 角色           |
| 2022年 | 《IT狗》                         | Billy Au Yeung |
| 2022年 | 《鮮浪潮。語》2022 -《過冬》     | 阿賢           |
| 2022年 | 《鮮浪潮。語》2022 -《金刀女俠》 | 王國豪         |
| 2022年 | 《野人老師》                     | 李世豪（青年） |
| 2022年 | 《＃她和她的戀愛小動作》         | Daniel         |
| 2023年 | 《殺手廢J》                      | J              |
| 2023年 | 《那年盛夏我們綻放如花》         | 徐浩東         |
| 2024年 | 《瑪嘉烈與大衛系列 絲絲》        | 大衛           |
| 2025年 | 《老是常出現》                   | 謝飛杜（阿蘇） |

### 舞台劇
| 年 份  | 劇 名                                 | 備註           |
| 2007年 | 《車立開了》                          |                |
| 2010年 | 《魔鬼契約》                          |                |
| 2012年 | 《兩個盛女一個墟》                    |                |
| 2012年 | 《篤數帝國》                          |                |
| 2013年 | 《舞步青雲》(音樂劇)                  |                |
| 2013年 | 《猥褻─三審王爾德》                   |                |
| 2013年 | 《歷史男生》                          |                |
| 2013年 | 《禁葬─安蒂岡妮》                     |                |
| 2014年 | 《我愛足球》                          |                |
| 2014年 | 《盧亭》（愛丁堡藝穗節2014）          |                |
| 2014年 | 第三屆香港藝穗民化節《蘭陵王‧高長恭》 | 兼任編劇及導演 |
| 2015年 | 《廢柴家族》                          |                |
| 2015年 | 《蠢病還須蠱惑醫》                    |                |
| 2015年 | 《忍者 BB 班》                        |                |
| 2015年 | 《布拉格‧1968》                       |                |
| 2016年 | 《少年十五二十時》                    |                |
| 2016年 | 《我們都在努力生活》                  |                |
| 2017年 | 《馬克白》 (歐洲巡演)                 |                |
| 2017年 | 《水滸嘍囉》                          |                |
| 2017年 | 《漂流溪澗》                          |                |
| 2018年 | 《迂迴曲》                            |                |
| 2018年 | 《建豐二年》                          |                |
| 2018年 | 《馬克白 2018》                       |                |
| 2019年 | 《利瑪竇音樂劇》                      |                |
| 2023年 | 《飯戲攻心》踏台版                    |                |

### MV拍攝
| 年 份  | 歌 名        | 演唱者 |
| 2020年 | 《日月》     | 關智斌 |
| 2021年 | 《不拖不欠》 | 敖嘉年 |
| 2021年 | 《一知半解》 | 衛詩   |

### 電視節目主持
| 年 份  | 節目名稱                       | 角色 |
| 2020年 | ViuTV綜藝節目《中佬唔易做》    | 嘉賓 |
| 2021年 | 香港電台資訊節目《周末8點半》  | 主持 |
| 2021年 | 香港電台資訊節目《周末港藝力》 | 主持 |
| 2022年 | ViuTV訪問類節目《演員·門》     | 主持 |
| 2024年 | ViuTV實況節目《選角》          | 主持 |

### 其他
| 年 份  | 劇 名                    | 團體                     |
| 2015年 | 編舞‧新系列 -《神氣/精》 | 香港舞蹈聯盟             |
| 2017年 | 《螻蟻》                 | 第 11 屆鮮浪潮國際短片節 |
| 2021年 | 《“Movie Movie”估Movie》 | Movie Movie 節目         |

### 香港演藝學院時期
| 年 份  | 劇 名                  | 備註 |
| 2010年 | 《拉維妮亞的葬禮》     |      |
| 2011年 | 《血還血─復仇三部曲》  |      |
| 2011年 | 《六個尋找作家的角色》 |      |
| 2012年 | 《終成眷屬》           |      |

## 獎項
| 年 份 | 劇 名              | 角色   | 頒獎典禮             | 獎項                       | 結果 |
| 2016  | 《少年十五二十時》 | 胡隆山 | 香港小劇場獎         | 優秀男演員                 | 提名 |
| 2017  | 《少年十五二十時》 | 胡隆山 | 香港舞台劇奬         | 最佳男配角奬（喜劇／鬧劇） | 獲獎 |
| 2018  | 《三夫》           | 四眼   | 亞洲電影大獎         | 最佳新演員                 | 提名 |
| 2018  | 《三夫》           | 四眼   | 香港電影金像獎       | 最佳新演員                 | 提名 |
| 2018  | 《迂迴曲》         | 阿優   | 香港小劇場獎         | 最佳男主角                 | 提名 |
| 2018  | 《螻蟻》           |        | ifva比賽             | 公開組金獎                 | 獲獎 |
| 2023  | 《飯戲攻心》       | 陳熹   | 第41屆香港電影金像獎 | 最佳男配角奬               | 提名 |

## 外部連結
- 陳湛文的Facebook專頁
- 陳湛文的Instagram帳戶
- 陳湛文在香港影庫上的簡介
- 陳湛文在互联网电影资料库（IMDb）上的資料（英文）
- 陳湛文在豆瓣上的资料（简体中文）
- 陳湛文 （页面存档备份，存于）的art-mate版面
- 陳湛文在Enjoy Movie上的電影作品列表 （页面存档备份，存于）
- 陳湛文的新浪微博